# منزل جعفر زادة
منزل جعفر زادة (بالفارسية: خانه جعفرزاده) هو منزل تاريخي يعود إلى عصر القاجاريون، ويقع في سبزوار.